# Distrito electoral de Franklin (condado de Morgan, Illinois)
Franklin (en inglés: Franklin Precinct) es un distrito electoral ubicado en el condado de Morgan en el estado estadounidense de Illinois. En el Censo de 2010 tenía una población de 1192 habitantes y una densidad poblacional de 9,28 personas por km².

## Geografía
Franklin se encuentra ubicado en las coordenadas 39°36′30″N 90°3′50″O / 39.60833, -90.06389. Según la Oficina del Censo de los Estados Unidos, Franklin tiene una superficie total de 128.43 km², de la cual 128.05 km² corresponden a tierra firme y (0.3%) 0.38 km² es agua.

## Demografía
Según el censo de 2010, había 1192 personas residiendo en Franklin. La densidad de población era de 9,28 hab./km². De los 1192 habitantes, Franklin estaba compuesto por el 98.24% blancos, el 0% eran afroamericanos, el 0.34% eran amerindios, el 0% eran asiáticos, el 0% eran isleños del Pacífico, el 0.42% eran de otras razas y el 1.01% pertenecían a dos o más razas. Del total de la población el 1.26% eran hispanos o latinos de cualquier raza.